# Pietro Antonio Bernabei
Pietro Antonio Bernabei (1948, Florença) é um médico e pintor italiano. Desde 1990, sua pesquisa artística tem estado focada na imagem biológica e nos aspectos funcionais da vida, em busca da contaminação entre arte e biologia. Em 2000 ele utilizou a palavra bio-arte para definir seu trabalho artístico.